# Na Força de Mulher
Na Força de Mulher é um livro de contos do escritor brasileiro Salvador dos Passos, pseudônimo de Menalton Braff, publicado em 1984 pela editora Seiva. É o último livro do escritor publicado sob um pseudônimo.
Em 1999, seus contos Anoitando e Crispação seriam reeditados no livro de contos À Sombra do Cipreste, publicado já sem o pseudônimo, e o qual viria a ganhar o Prêmio Jabuti de Literatura na categoria "Livro do Ano - Ficção", no ano seguinte.

## Contos do Livro
- Esperando anoitecer
- Gesto irrisório
- Na força de mulher
- Um dia, outro dia
- Divinão amigo fiel
- Anoitando
- Crispação
- O insuportável ar quente da sala
- O dia aprazado, o prazo vencido
- Vento nas bananeiras
- Amigos de infância
- Vendo mato a vida inteira